# Cuyahoga Valley nationalpark
Cuyahoga Valley nationalpark ligger i delstaten Ohio i USA. Indianerna döpte floden som går genom området till "Cuyahoga" som betyder "den krökta floden". Väg såväl som järnväg går längs Cuyahoga. 